# Denis Šefik
Denis Šefik (Servisch: Денис Шефик) (Belgrado, 20 september 1976) is een Servisch waterpoloër. In het verleden vertegenwoordigde hij ook al Joegoslavië, Servië en Montenegro en Servië. Sinds de splitsing van Servië en Montenegro vertegenwoordigde hij in eerste instantie Servië, maar koos hij in 2010 voor Montenegro.

## Erelijst
Bij Joegoslavië
- 2001:  Wereldkampioenschap
- 2001:  Europees kampioenschap
- 2002:  Wereldbeker

Bij Servië en Montenegro
- 2003:  Wereldkampioenschap
- 2003:  Europees kampioenschap
- 2004:  Olympische Zomerspelen
- 2004:  World League
- 2005:  Wereldkampioenschap
- 2005:  World League
- 2006:  Wereldbeker

Bij Servië
- 2006:  Europees kampioenschap
- 2006:  World League
- 2008:  Olympische Zomerspelen
- 2008:  Europees kampioenschap
- 2008:  World League